# 서울특별시 종합자료관
서울특별시 종합자료관(Seoul City Reference Center)은 서울시청 서소문청사1동에 위치하고 있으며 서울시정에 관련된 자료는 물론 역사, 문화, 교통, 도시계획, 환경, 행정 등 다양한 분야의 자료 11만 여건과 해외여행보고서, 연구논문 등을 갖추고 직원 및 시민들에게 시정정보를 제공하고 있다.

## 연혁
- 1971. 4.26 도시개발자료센터로 설립
- 1980. 5. 1 서울특별시 종합자료실로 개칭
- 1997. 9.20 을지로별관으로 이전 서울특별시 종합자료관으로 개관
- 2007.11.26 서소문청사1동 다산플라자 지하로 이전 개관

## 종합자료관 소장자료
행정연구자료
- 서울시 및 정부기관 행정자료와 연구기관 자료
- 학위논문, 통계, 연감류를 중심으로 각종 참고도서와 행정관련 도서 소장
- 문학, 예술, 경제, 경영 등 교양 도서 소장
- 정기간행물 : 국내외 학술잡지, 관보, 시보, 대학연구논문집, 학술보고서 등
- 전자도서, 국내 학술DB원문, 국회도서관 및 국립중앙도서관 원문 열람
- 서울시 발간자료 원문 열람

## 시설
- 자료열람코너, 검색코너, 복사·스캔 코너
- 면적 : 844m2

## 이용안내
- 이용시간 : 평일 09:00 ~ 19:00
- 휴 관 일 : 토요일, 일요일, 공휴일
- 위 치 : 서울특별시청 서소문청사1동 지하1층